# FIBA European Champions Cup 1958
La stagione inaugurale della Coppa dei Campioni di pallacanestro venne vinta dai sovietici dell'ASK Riga sui bulgari dell'Akademik Sofia.

## Primo turno preliminare
| Team #1                  | Agg.  | Team #2             | Andata | Ritorno |
| ------------------------ | ----- | ------------------- | ------ | ------- |
| Jeunesse Sportivo Aleppo | [ 1 ] | Union Basket Beirut |        |         |

## Secondo turno preliminare
| Team #1           | Agg.      | Team #2                  | Andata | Ritorno |
| ----------------- | --------- | ------------------------ | ------ | ------- |
| Panellīnios Atene | 132 - 138 | ASA Bucureşti            | 60-63  | 72-75   |
| Modaspor          | 112 - 160 | AŠK Olimpija             | 67-74  | 45-86   |
| Akademik Sofia    | 157 - 101 | Jeunesse Sportivo Aleppo | 84-58  | 73-43   |
| Royal IV          | 145 - 79  | Etzella Ettelbruck       | 82-43  | 63-36   |

## Primo turno

### Gruppo A
| Squadra 1 | Totale    | Squadra 2            | Andata | Ritorno |
| --------- | --------- | -------------------- | ------ | ------- |
| Rīgas ASK | 176 - 112 | Wissenschaft Berlino | 85-56  | 91-56   |
| Pantterit | 131 - 133 | Legia Varsavia       | 64-62  | 67-71   |

### Gruppo B
| Team #1                | Agg.     | Team #2              | Andata   | Ritorno  |
| ---------------------- | -------- | -------------------- | -------- | -------- |
| Jonction Ginevra       | 54 - 84* | Slovan Orbis Praga   | 54 - 84  |          |
| Union Babenberg Vienna | 98 - 191 | Honvéd               | 55 - 83  | 43 - 108 |
| Simmenthal Milano      | 205 - 89 | The Wolves Amsterdam | 115 - 47 | 90 - 42  |

Le tre squadre vincitrici del gruppo B disputarono una serie di incontri tra loro per determinare l'ordine di qualificazione ai quarti di finale.
| Team #1            | Agg.     | Team #2            | Andata  | Ritorno |
| ------------------ | -------- | ------------------ | ------- | ------- |
| Simmenthal Milano  | 65 - 47* | Slovan Orbis Praga | 65 - 47 |         |
| Slovan Orbis Praga | 52 - 61  | Honvéd             | 52 - 61 |         |
| Simmenthal Milano  | 80 - 72  | Honvéd             | 80 - 72 |         |

| Squadra            | Gioc. | V | P | PF  | PS  | Dif. | Pt |
| ------------------ | ----- | - | - | --- | --- | ---- | -- |
| Simmenthal Milano  | 2     | 2 | 0 | 145 | 119 | +26  | 4  |
| Honvéd             | 2     | 1 | 1 | 133 | 132 | +1   | 3  |
| Slovan Orbis Praga | 2     | 0 | 2 | 99  | 126 | -27  | 2  |

### Gruppo C
| Team #1        | Agg.      | Team #2          | Andata  | Ritorno |
| -------------- | --------- | ---------------- | ------- | ------- |
| Akademik Sofia | 161 -144  | AŠK Olimpija     | 81 - 80 | 80 - 64 |
| ASA Bucureşti  | 147 - 126 | Maccabi Tel Aviv | 84 - 65 | 63-61   |

### Gruppo D
| Team #1     | Agg.      | Team #2            | Andata  | Ritorno |
| ----------- | --------- | ------------------ | ------- | ------- |
| Royal IV    | 174 - 127 | ASVEL Villeurbanne | 81 - 51 | 93 - 76 |
| Barreirense | 90 - 154  | Real Madrid        | 51 - 68 | 40 - 86 |

## Quarti di finale
| Squadra 1         | Totale    | Squadra 2      | Andata | Ritorno |
| ----------------- | --------- | -------------- | ------ | ------- |
| ASA Bucuresti     | 142 - 150 | Academic Sofia | 64-73  | 78-77   |
| Simmenthal Milano | 165 - 167 | Honvéd         | 80-72  | 85-95   |
| Real Madrid       | 121 - 116 | Royal IV       | 78-59  | 43-57   |
| Rīgas ASK         | 154-122   | Legia Varsavia | 93-59  | 61-63   |

## Semifinali
| Squadra 1 | Totale    | Squadra 2      | Andata | Ritorno |
| --------- | --------- | -------------- | ------ | ------- |
| Honvéd    | 151 - 165 | Academic Sofia | 87-89  | 64-76   |
| Rīgas ASK | [ 3 ]     | Real Madrid    |        |         |

## Finale
| Squadra 1 | Totale    | Squadra 2      | Andata | Ritorno |
| --------- | --------- | -------------- | ------ | ------- |
| Rīgas ASK | 170 - 152 | Academic Sofia | 86-81  | 84-71   |

| Coppa dei Campioni 1958 |
| ----------------------- |
| Rīgas ASK 1º titolo     |

## Formazione vincitrice
| N° | Naz.                        | Ruolo | Sportivo             |  | Alt. |  |
| -- | --------------------------- | ----- | -------------------- |  | ---- |  |
|    | Unione Sovietica (bandiera) | P     | Maigonis Valdmanis   |  |      |  |
|    | Unione Sovietica (bandiera) | G     | Valdis Muižnieks     |  |      |  |
|    | Unione Sovietica (bandiera) | A     | Juris Kalniņš        |  |      |  |
|    | Unione Sovietica (bandiera) | A     | Gundars Muižnieks    |  |      |  |
|    | Unione Sovietica (bandiera) | A     | Oļģerts Hehts        |  |      |  |
|    | Unione Sovietica (bandiera) | A     | Ivars Vērītis        |  |      |  |
|    | Unione Sovietica (bandiera) | A     | Alvils Gulbis        |  |      |  |
|    | Unione Sovietica (bandiera) | A     | Gunārs Siliņš        |  |      |  |
|    | Unione Sovietica (bandiera) | C     | Jānis Krūmiņš        |  |      |  |
|    | Unione Sovietica (bandiera) |       | Leons Jankovskis     |  |      |  |
|    | Unione Sovietica (bandiera) |       | Jānis Dāvids         |  |      |  |
|    | Unione Sovietica (bandiera) |       | Teobalds Kalherts    |  |      |  |
|    | Unione Sovietica (bandiera) |       | Aivars Leončiks      |  |      |  |
|    | Unione Sovietica (bandiera) | All.  | Aleksandr Gomel'skij |  |      |  |